# Lijst van voetbalinterlands Benin - Ivoorkust
Deze lijst van voetbalinterlands is een overzicht van alle officiële voetbalwedstrijden tussen de nationale teams van Benin en Ivoorkust. De West-Afrikaanse landen speelden tot op heden zestien keer tegen elkaar. De eerste ontmoeting was een kwalificatiewedstrijd voor de Afrika Cup 1980 op 16 september 1979 in Cotonou. Het laatste duel, een vriendschappelijke wedstrijd, werd gespeeld in Amiens (Frankrijk) op 23 maart 2024.

## Wedstrijden
| №  | Plaats      | Datum             | Competitie                   | Wedstrijd         | Uitslag |
| -- | ----------- | ----------------- | ---------------------------- | ----------------- | ------- |
| 1  | Cotonou     | 16 september 1979 | Afrika Cup 1980 kwalificatie | Benin − Ivoorkust | 1 − 0   |
| 2  | Abidjan     | 30 september 1979 | Afrika Cup 1980 kwalificatie | Ivoorkust − Benin | 4 − 1   |
| 3  | Cotonou     | 17 februari 1982  | Vriendschappelijk            | Benin − Ivoorkust | 3 − 3   |
| 4  | Ouagadougou | 24 november 1984  | Vriendschappelijk            | Ivoorkust − Benin | 2 − 1   |
| 5  | Cotonou     | 11 augustus 1991  | Vriendschappelijk            | Benin − Ivoorkust | 0 − 3   |
| 6  | Abidjan     | 1 september 1991  | Vriendschappelijk            | Ivoorkust − Benin | 1 − 0   |
| 7  | Bouaké      | 26 januari 1997   | Afrika Cup 1998 kwalificatie | Ivoorkust − Benin | 1 − 0   |
| 8  | Cotonou     | 13 juli 1997      | Afrika Cup 1998 kwalificatie | Benin − Ivoorkust | 0 − 0   |
| 9  | Cotonou     | 10 oktober 2004   | WK 2006 kwalificatie         | Benin − Ivoorkust | 0 − 1   |
| 10 | Abidjan     | 27 maart 2005     | WK 2006 kwalificatie         | Ivoorkust − Benin | 3 − 0   |
| 11 | Sekondi     | 25 januari 2008   | Afrika Cup 2008              | Ivoorkust − Benin | 4 − 1   |
| 12 | Accra       | 27 maart 2011     | Afrika Cup 2012 kwalificatie | Ivoorkust − Benin | 2 − 1   |
| 13 | Cotonou     | 5 juni 2011       | Afrika Cup 2012 kwalificatie | Benin − Ivoorkust | 2 − 6   |
| 14 | Abidjan     | 31 mei 2017       | Vriendschappelijk            | Ivoorkust − Benin | 1 − 1   |
| 15 | Caen        | 6 september 2019  | Vriendschappelijk            | Ivoorkust − Benin | 1 − 2   |
| 16 | Amiens      | 23 maart 2024     | Vriendschappelijk            | Ivoorkust − Benin | 2 − 2   |

## Samenvatting
| Competitie              | Totaal gespeeld | Winst Benin | Gelijk | Winst Ivoorkust | Doelsaldo Benin – Ivoorkust |
| ----------------------- | --------------- | ----------- | ------ | --------------- | --------------------------- |
| WK-kwalificatie         | 2               | 0           | 0      | 2               | 0 − 4                       |
| Afrika Cup              | 1               | 0           | 0      | 1               | 1 − 4                       |
| Afrika Cup-kwalificatie | 6               | 1           | 1      | 4               | 5 − 13                      |
| Vriendschappelijk       | 7               | 1           | 4      | 2               | 8 − 11                      |
| Totaal                  | 16              | 2           | 5      | 9               | 14 − 32                     |

Wedstrijden bepaald door strafschoppen worden, in lijn met de FIFA, als een gelijkspel gerekend.

## Details

### Negende ontmoeting
| WK 2006 kwalificatie (Cotonou, Benin, 10 oktober 2004): |       |                   |
| Benin                                                   | 0 – 1 | Ivoorkust         |
|                                                         | goals | 48' Aruna Dindane |

### Twaalfde ontmoeting
| Afrika Cup 2012 kwalificatie (Accra, Ghana, 27 maart 2011): |       |                      |
| Ivoorkust                                                   | 2 – 1 | Benin                |
| Didier Drogba 45' Didier Drogba 75'                         | goals | 13' Seidath Tchomogo |

### Dertiende ontmoeting
| Afrika Cup 2012 kwalificatie (Cotonou, Benin, 5 juni 2011): |       | |
| Benin                                                       | 2 – 6 | Ivoorkust                                                                                           |
| Stéphane Sessègnon 55' Stéphane Sessègnon 60'               | goals | 13' Didier Ya Konan 21' Didier Drogba 30' Gervinho 73' Didier Drogba 79' Gervinho 86' Wilfried Bony |